# Európai Filmakadémia díja az innovatív történetmesélésért
Az Európai Filmakadémia díja az innovatív történetmesélésért (angolul: European Film Academy EFA Award for Innovative Storytelling) elismerés az Európai Filmdíjak egyike, amelyet az Európai Filmakadémia (EFA) ítél oda 2020 óta azon alkotóinak, akik műveikkel híven tükrözik a filmművészetben bekövetkezett változásokat, s magas színvonalon, előremutató és újszerű módon mutatják be az európai történéseket. A díjátadóra felváltva Berlinben, illetve egy-egy európai városban megrendezett évvégi gála keretében kerül sor.
Az Európai Filmakadémia első alkalommal Mark Cousins brit filmkritikust és filmrendezőt tüntette ki az elismeréssel, úttörő jellegű, 14 órás dokumentumfilmjéért, amely a film történetét a női alkotók szemszögéből mutatja be; számos csodálatra méltó, de többnyire figyelmen kívül hagyott női filmkészítőt megismertetve a nézőkkel.
A díjazott személyéről az Európai Filmakadémia Igazgatótanácsa dönt.
A díjra csak olyan művészek jöhetnek számításba, akik Európában születtek, illetve európai állampolgárok (európai állam útlevelével rendelkeznek).

## Díjazottak
| Év   | Díjazott             | Foglalkozás                           | Magyar címe          | Eredeti címe                                     | Ország               | Megjegyzés           |
| ---- | -------------------- | ------------------------------------- | -------------------- | ------------------------------------------------ | -------------------- | -------------------- |
| 2020 | Mark Cousins         | filmrendező, filmkritikus             | –––                  | Women Make Film: A New Road Movie Through Cinema | Egyesült Királyság   | [ * 1 ]              |
| 2021 | Steve McQueen        | filmrendező, videóművész              | Kis fejsze           | Small Axe                                        | Egyesült Királyság   | [ * 2 ]              |
| 2022 | Marco Bellocchio     | filmrendező, forgatókönyvíró, színész | –––                  | Esterno notte                                    | Olaszország          | [ * 3 ]              |
| 2023 | Nem osztottak díjat. | Nem osztottak díjat.                  | Nem osztottak díjat. | Nem osztottak díjat.                             | Nem osztottak díjat. | Nem osztottak díjat. |
| 2024 | Nem osztottak díjat. | Nem osztottak díjat.                  | Nem osztottak díjat. | Nem osztottak díjat.                             | Nem osztottak díjat. | Nem osztottak díjat. |